# Božena Kjulleněnová
Božena Kjulleněnová (11. listopadu 1944 Zlín – 20. listopadu 2010 Třebíč, rozená Dvořáková) byla česká malířka. Mezi lety 1970 a 1981 byla manželkou Josefa Kremláčka a mezi lety 1981 a 2010 byla manželkou Borise Kjulleněna.

## Biografie
Božena Kjulleněnová se narodila jako Božena Dvořáková v roce 1944. Od roku 1964 do roku 1970 vystudovala Vysokou školu uměleckoprůmyslovou v Praze, studovala v ateliéru Františka Muziky. Od roku 1970 pak působila v Třebíči, kde měla ateliér a v roce 2010 zemřela, pohřbena byla v Rudíkově.

## Dílo
Věnovala se malbě, kde byla inspirována klasickou hudbou, od konce 70. let 20. století se věnovala surrealistické olejomalbě a od roku 1995 se věnovala abstraktní gestické enkaustice v rámci cyklu Energie. Od konce 90. let se věnovala přírodní malbě barevnou tuší. Věnovala se také grafice suchou jehlou a exlibris.
V roce 1970 získala cenu Františka Muziky, roku 1992 získala třetí cenu za grafiku k olympijským hrám v Barceloně a v roce 1997 získala první cenu na II. bieánale knižního umění v Martině.

## Výstavy
Absolvovala několik individuálních výstav a mnoho kolektivních.
- 1974 – Božena Kremláčková, kresby, grafika, Třebíč, Okresní knihovna
- 1975 – Božena Kremláčková, grafika, Praha, Mánes, Galerie mladých
- 1979 – Božena Kremláčková, obrazy, grafika, Jaroměřice nad Rokytnou, státní zámek
- 1981 – Božena Kjulleněnová, obrazy, kresby, Třebíč, Kulturní a vzdělávací zařízení
- 1984 – Božena Kjulleněnová, obrazy, Znojmo, Dům umění
- 10. září 1984 – 5. října 1984, Božena Kjulleněnová: Hudba v obrazech (obrazy a grafika), Kulturní a vzdělávací zařízení Městského národního výboru, Třebíč
- 3. října 1985 – 24. října 1985, Božena Kjulleněnová: Kresby, grafika, Výstavní síň Okresního kulturního střediska, Třebíč
- 1. června 1986 – 29. června 1986, Božena Kjulleněnová: Obrazy, grafika, kresby, Městské muzeum a galerie, Dačice
- 3. listopadu 1986 – 28. listopadu 1986, Božena Kjulleněnová: Obrazy, kresby, grafika, Kino Moskva, Brno
- 22. září 1988 – 9. října 1988, Božena Kjulleněnová: Grafika, kresby, obrazy, art protis, Sdružený klub pracujících, Třebíč
- 1988 – Božena Kjulleněnová, obrazy, grafika, Brno, Galerie Antonína Trýba
- 28. listopadu 1994 – 17. prosince 1994, Božena Kjulleněnová: Grafika – Kresby, Galerie na mostě, Hradec Králové
- 1995 – Božena Kjulleněnová, obrazy, Zlín, Galerie Váp
- 6. září 1995 – 20. září 1995, Božena Kjulleněnová: Energie, Jaderná elektrárna Dukovany, Dukovany
- 1995 – Božena Kjulleněnová, obrazy, Třebíč, Galerie Malovaný dům
- 3. prosince 1996 – 31. prosince 1996, Božena Kjulleněnová: Energie, Galerie Malovaný dům, Třebíč
- 1997 – Božena Kjulleněnová, obrazy, Praha, reprezentační prostory ČEZ
- 1997 – Božena Kjulleněnová, obrazy, Třebíč, Západomoravské muzeum
- 1997 – Božena Kjulleněnová, obrazy, ilustrace, Třebíč, Fond Třebíč
- 1998 – Božena Kjulleněnová, obrazy, Havlíčkův Brod, Galerie výtvarného umění
- 1998 – Božena Kjulleněnová, obrazy, ilustrace, Třebíč, Fond Třebíč
- 2002, Božena Kjulleněnová: Malba tuší, Horácká galerie v Novém Městě na Moravě, Nové Město na Moravě
- únor 2002, Božena Kjulleněnová: Malba tuší, Galerie Malovaný dům, Třebíč
- 15. února 2002 – 31. března 2002, Božena Kjulleněnová: Malba tuší, Galerie výtvarného umění v Havlíčkově Brodě, Havlíčkův Brod
- 2003 – Božena Kjulleněnová, obrazy, Prostějov, Národní dům
- 4. září 2004 – ?, Božena Kjulleněnová: Malba tuší, Městské muzeum a galerie, Dačice
- 2005 – Božena Kjulleněnová, obrazy, Brno, Ruský konzulát
- 2005 – Božena Kjulleněnová, obrazy, Hodonín, Městská knihovna
- 15. září 2006 – 31. října 2006, Božena Dvořáková Kjulleněnová: Maba tuší, Oblastní galerie Vysočiny v Jihlavě, Jihlava
- 2009 – Božena Dvořáková-Kjulleněnová, Černá – Bílá, obrazy, kresby,Třebíč, Muzeum Vysočiny
- 2010 – Božena Dvořáková-Kjulleněnová, kresby, Třebíč, Galerie Kruh